# Bel (Einheit)
Das Bel (Einheitenzeichen B) ist eine Hilfsmaßeinheit zur Kennzeichnung des dekadischen Logarithmus des Verhältnisses zweier Größen der gleichen Art bei Pegeln und Maßen. Diese werden in der Elektrotechnik und der Akustik angewendet, beispielsweise bei der Angabe eines Dämpfungsmaßes oder Leistungspegels.
Die logarithmische Behandlung von Verhältnissen ist besonders dann hilfreich, wenn sich die Verhältnisse über mehrere Größenordnungen erstrecken können. Beispiele für physikalische Größen, bei denen logarithmische Verhältnisse gebildet werden, sind elektrische Spannung, Feldstärke und Schalldruck.
In der Regel wird statt des Bels das Dezibel (Einheitenzeichen dB) verwendet, also der zehnte Teil eines Bels.
Das Dezibel ist – anders als in anderen europäischen Staaten – in Österreich und für den Schalldruckpegel in der Schweiz eine gesetzliche Einheit.
Das Bel ist nach Alexander Graham Bell benannt.

## Definition von Bel und Dezibel
| {\displaystyle Q} | {\displaystyle P_{1}/P_{2}} | {\displaystyle F_{1}/F_{2}} |
| ----------------- | --------------------------- | --------------------------- |
| 40 dB             | 10000                       | 100                         |
| 20 dB             | 100                         | 10                          |
| 10 dB             | 10                          | ≈ 3,16                      |
| 6 dB              | ≈ 4                         | ≈ 2                         |
| 3 dB              | ≈ 2                         | ≈ 1,41                      |
| 1 dB              | ≈ 1,26                      | ≈ 1,12                      |
| 0 dB              | 1                           | 1                           |
| −1 dB             | ≈ 0,79                      | ≈ 0,89                      |
| −3 dB             | ≈ 0,5                       | ≈ 0,71                      |
| −6 dB             | ≈ 0,25                      | ≈ 0,5                       |
| −10 dB            | 0,1                         | ≈ 0,32                      |
| −20 dB            | 0,01                        | 0,1                         |
| −40 dB            | 0,0001                      | 0,01                        |

Gebräuchlicher als Bel ist das Dezibel, das mit Hilfe des Einheitenvorsatzes „Dezi“ (Vorsatzzeichen d) gebildet wird:
{\displaystyle 1\,\mathrm {dB} ={\frac {1}{10}}\,\mathrm {B} .}
Das Bel (oder Dezibel) dient zur Kennzeichnung des dekadischen Logarithmus des Verhältnisses zweier gleichartiger Energie- oder Leistungsgrößen {\displaystyle P_{1}} und {\displaystyle P_{2}}:
{\displaystyle Q_{(P)}=\lg {\frac {P_{1}}{P_{2}}}\,\mathrm {B} =10\,\lg {\frac {P_{1}}{P_{2}}}\,\mathrm {dB} .}
In linearen Systemen verhalten sich die Leistungsgrößen {\displaystyle P} proportional zu den Quadraten der Effektivwerte von einwirkenden Feldgrößen {\displaystyle F} (Beispiele dafür stehen in der Einleitung). Zur Vermeidung von Missverständnissen ist die Benennung „Feldgröße“ in der Normung durch die Benennung „Leistungswurzelgröße“ ersetzt worden.
{\displaystyle P\sim F^{2};\quad {\frac {P_{1}}{P_{2}}}={\frac {F_{1}^{2}}{F_{2}^{2}}}=\left({\frac {F_{1}}{F_{2}}}\right)^{2};\quad \lg {\frac {P_{1}}{P_{2}}}=2\cdot \lg {\frac {F_{1}}{F_{2}}}.}
Damit kann das Bel auch im Zusammenhang mit Leistungswurzelgrößen verwendet werden, und es gilt:
{\displaystyle Q_{(F)}=10\,\lg {\frac {F_{1}^{2}}{F_{2}^{2}}}\,\mathrm {dB} =20\,\lg {\frac {F_{1}}{F_{2}}}\,\mathrm {dB} .}
Die logarithmischen Verhältnisse der Leistungsgrößen und der Leistungswurzelgrößen unterscheiden sich um den Faktor zwei, siehe auch die Umrechnungstabelle.
Um einem häufigen Missverständnis vorzubeugen: Eine Pegeländerung ist nicht getrennt für z. B. Spannung und Leistung zu bestimmen. Es gelten dieselben Pegeländerungen. So bedeutet +6 dB eine Verdoppelung der Spannung, was einer Vervierfachung der Leistung entspricht.

## Umrechnung in die Einheit Neper
Dezibel und Neper dienen beide der Kennzeichnung der Logarithmen von Verhältnissen. Sie unterscheiden sich um einen festen Faktor. Mit der Festlegung
{\displaystyle Q_{(F)}=20\lg {\frac {F_{1}}{F_{2}}}\,\mathrm {dB} =\ln {\frac {F_{1}}{F_{2}}}\,\mathrm {Np} ,}
wobei {\displaystyle \ln } den natürlichen Logarithmus bezeichnet, und mit der für jedes {\displaystyle x} > 0 gültigen Umrechnung
{\displaystyle \ln x=\lg x\cdot \ln 10}
ist unabhängig von {\displaystyle F_{1}/F_{2}}
{\displaystyle 20\;\mathrm {dB} =\ln 10\;\mathrm {Np} ;\quad 1\;\mathrm {dB} \approx 0{,}1151\;\mathrm {Np} ;\quad 1\;\mathrm {Np} \approx 8{,}686\;\mathrm {dB} .}

## Dezibel und Neper, historische Entwicklung
Obwohl nicht das Bel bzw. Dezibel, sondern das Neper die zum Internationalen Einheitensystem (SI) kohärente Hilfsmaßeinheit für logarithmische Verhältnisgrößen ist, wird in der Praxis überwiegend das Dezibel verwendet. Das hat zum einen historische Gründe: In den USA war bis 1923 als Einheit für das Dämpfungsmaß einer Fernsprechverbindung die Hilfsmaßeinheit „Mile Standard Cable“ (m.s.c.) in Verwendung. Diese Einheit entspricht dem Dämpfungsmaß eines bestimmten Kabeltyps („19 gauge“) bei einer Länge von einer englischen Meile und einer Frequenz von 800 Hz und gleichzeitig der mittleren subjektiven Wahrnehmbarkeitsschwelle beim Vergleich von zwei Lautstärken. Letzteres trifft ebenfalls für das Dezibel zu. Deshalb ergaben sich bei Verwendung des Dezibels etwa die gleichen Zahlenwerte wie bei Verwendung von „Mile Standard Cable“ (1 m.s.c. = 0,9221 dB). Ein weiterer Grund für die bevorzugte Verwendung des Dezibels ist, dass sich einfach fassbare Zahlenwerte ergeben. So ist z. B. die Verdopplung der Leistung als Leistungsgröße eine Änderung von etwa 3 dB und die Verzehnfachung eine Änderung von 10 dB. Dagegen ist jedoch  beispielsweise die Verdopplung der Spannung bzw. des Schalldrucks als Feldgröße eine Änderung von etwa 6 dB und die Verzehnfachung eine Änderung von 20 dB.

## Verwendung mit anderen Maßeinheiten, Zusätze
Wie jede andere Maßeinheit kann das Bel bzw. Dezibel zusammen mit anderen Maßeinheiten verwendet werden, wenn damit eine Größe beschrieben wird, bei der ein Pegel oder Maß durch Multiplikation oder Division mit einer anderen Größe verknüpft wird. Beispiele dafür sind das Dämpfungsmaß einer Leitung in Dezibel pro Meter (dB/m) oder der bezogene Schallleistungspegel einer ausgedehnten Schallquelle in Dezibel pro Quadratmeter (dB/m2).
Nach den für Größen geltenden Rechenregeln ist es zwar nicht korrekt, Zusätze an eine Einheit anzubringen, um Informationen über die Art der betrachteten Größe mitzuteilen, doch sind solche Zusätze beim Dezibel z. B. in den Empfehlungen der ITU noch gebräuchlich. Wegen der Eindeutigkeit und der möglichen Verwechslungsgefahr mit Einheitenprodukten (z. B. dB·m statt dBm) sind nach den Festlegungen in DIN, IEC und ISO-Normen diese Informationen stets mit der Größe und nicht mit der Einheit zu verknüpfen. Die geläufigsten Beispiele für dB-Zusätze sind in der folgenden Tabelle zusammengefasst:
| Einheit mit Suffix (ITU) | Bedeutung | Schreibweise gemäß DIN, IEC, ISO |
| ------------------------ | --- | -------------------------------- |
| dBu                      | Spannungspegel mit der Bezugsgröße {\displaystyle {\sqrt {600\,\Omega \cdot 1\,\mathrm {mW} }}\,\approx 0{,}7746\,\mathrm {V} } | Lu (re 0,755 V) = … dB           |
| dBV                      | Spannungspegel mit der Bezugsgröße 1 V                                                                                          | LV (re 1 V) = … dB               |
| dBA                      | A-bewerteter Schalldruckpegel (SPL für Sound Pressure Level) mit der Bezugsgröße 20 μPa                                         | LpA (re 20 μPa) = … dB           |
| dBA                      | A-bewerteter Schalldruckpegel (HL für Hearing Level) Bezugsgröße ist die menschl. Hörschwelle, wird in Audiogrammen gemessen    |                                  |
| dBA                      | A-bewerteter Schallleistungspegel (SWL für Sound Power Level)                                                                   | LWA (re 1 pW) = … dB             |
| dBm                      | Leistungspegel mit der Bezugsgröße 1 mW                                                                                         | LP (re 1 mW) = … dB              |
| dBW                      | Leistungspegel mit der Bezugsgröße 1 W                                                                                          | LP (re 1 W) = … dB               |
| dBµ                      | Pegel der elektrischen Feldstärke mit der Bezugsgröße 1 µV/m                                                                    | LE (re 1 μW) = … dB              |

Darüber hinaus existiert noch eine große Anzahl weiterer Zusätze, die in verschiedenen Fachgebieten uneinheitlich verwendet werden. Für viele Pegelgrößen existieren genormte Bezugswerte.

## Anwendung
Die Angabe von Pegeln, Pegeldifferenzen und Maßen spielt in verschiedenen Fachgebieten eine Rolle. Vor allem in der Akustik und der Tontechnik, der Nachrichtentechnik und der Hochfrequenztechnik sowie in der Automatisierungstechnik haben die verwendeten Größen oft Wertebereiche über etliche Zehnerpotenzen. Die Angabe als logarithmische Verhältnisgröße erlaubt oft eine schnelle und anschauliche Interpretation von Größen, wenn gewisse Zusammenhänge im Bereich kleiner Werte genauso deutlich gemacht werden sollen wie im Bereich großer Werte. Ferner kann das Rechnen vereinfacht sein, wenn z. B. über mehrere Verstärkerstufen die Spannungsverstärkungen zu multiplizieren sind und die Verstärkungsmaße zu addieren.
In allen diesen technischen Anwendungen wird der dekadische Logarithmus zusammen mit dem Dezibel bevorzugt, zumal diese Darstellung eine einfache Zehnerpotenzabschätzung ermöglicht.
Nur in theoretischen Abhandlungen wird der natürliche Logarithmus bevorzugt.
Der menschliche Sinneseindruck verläuft etwa logarithmisch zur Intensität des physikalischen Reizes (Weber-Fechner-Gesetz). Damit entspricht der Pegel der einwirkenden physikalischen Größe linear dem menschlichen Empfinden. Das hat beispielsweise für die Akustik Bedeutung, wo auch die Maßeinheit der psychoakustischen Größe Lautstärke, das Phon, durch eine Verknüpfung mit dem physikalischen Schalldruckpegel in Dezibel definiert ist.